# Cistina

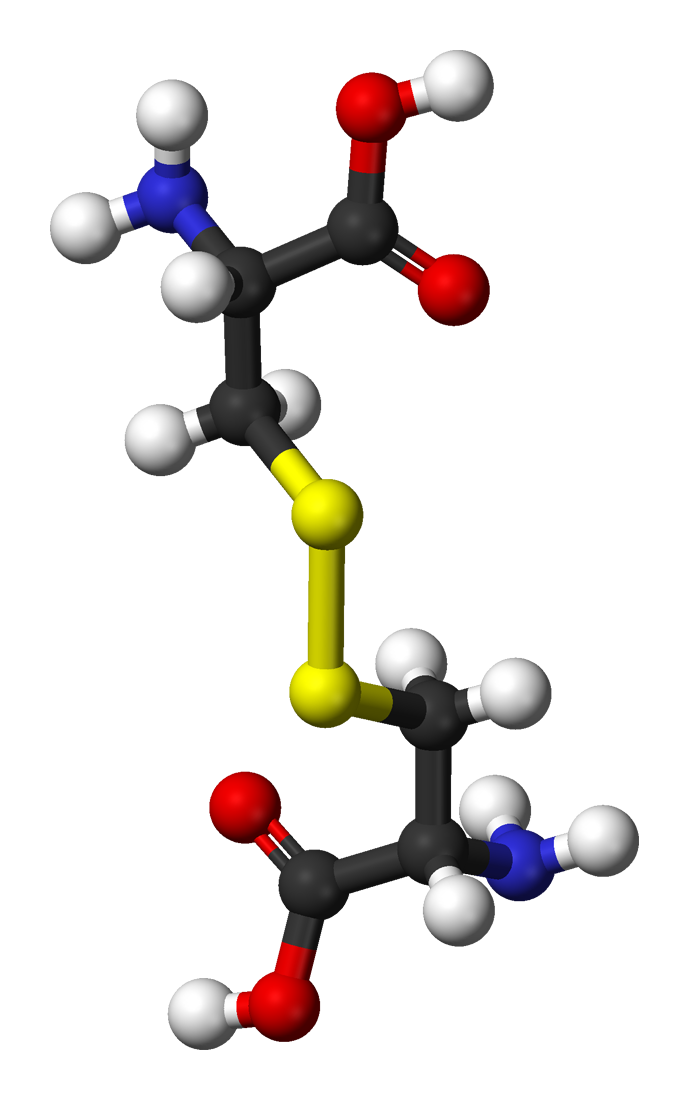
Molécula de cistina. El puente disulfuro está indicado en amarillo.

La cistina es un dímero de dos cisteínas unidas por sus grupos funcionales tiol a través de un puente disulfuro. Tiene un punto de ebullición entre 247 y 249 °C. La cistina fue descubierta  en 1810 por William Hyde Wollaston. Se encuentra en altas proporciones en proteínas como las queratinas duras, a las que dota de su rigidez característica, además de desempeñar otras funciones importantes en la biología celular.

## Metabolismo
La cistina se forma en las células vivas a partir de dos cisteínas por oxidación de los grupos tiol (-SH), formando un puente disulfuro. En las células eucariotas los enlaces disulfuros se forman en orgánulos celulares, pero no en el citosol, por presentar este un ambiente reductor. La cistina es la forma en que la cisteína se encuentra en proteínas presentes en la sangre y en la orina. Cuando las proteínas se degradan, la cistina se transforma en cisteína por reducción del puente disulfuro mediante la acción de la enzima cisteína reductasa y utilizando NADH+.

## Fisiología
El enlace disulfuro confiere una alta rigidez estructural a las proteínas donde se encuentra. En los mamíferos, las queratinas con una concentración alta de cistina forman parte de estructuras como las uñas, cuernos y pelo, y en las aves se encuentran en las plumas. La formación de cistina en el glutatión, mediada por la enzima glutatión peroxidasa es importante para la defensa celular ante el estrés oxidativo. La formación y reducción de cistina también sirve como señal para regular diversos procesos metabólicos, como la fijación del dióxido de carbono en los cloroplastos de los organismos fotosintéticos.
La cistina tiene un papel en dos trastornos genéticos: la cistinuria y la cistinosis. La cistinuria resulta en la formación de cálculos renales debido a un transporte defectuoso de la cistina y otros aminoácidos en el riñón, que impide su reabsorción y tiene como resultado una concentración elevada en la orina. La cistinosis es una enfermedad lisosómica causada por la acumulación de cristales de cistina en el riñón, córnea y otros tejidos.